# Nymphidium olinda
Nymphidium olinda är en fjärilsart som beskrevs av Bates 1865. Nymphidium olinda ingår i släktet Nymphidium och familjen Riodinidae. Inga underarter finns listade i Catalogue of Life.